# Марийские языки (Австралия)

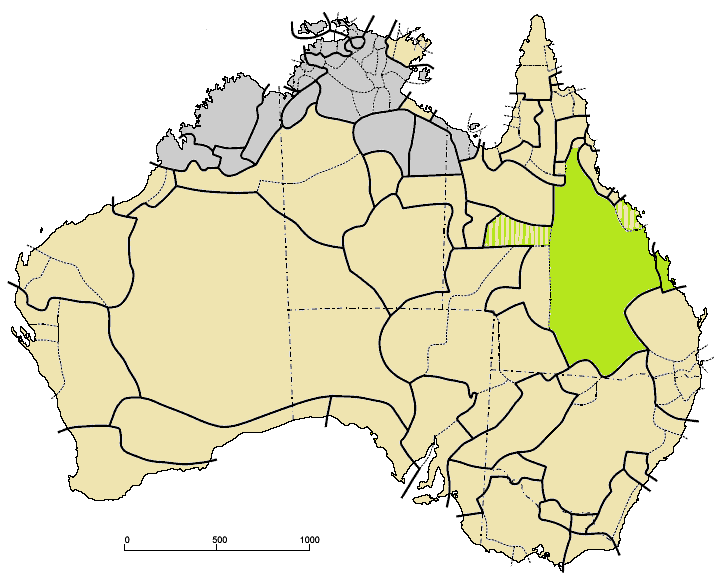
Ареал

Марийские языки (англ. Maric languages) — одна из языковых групп пама-марийской ветви пама-ньюнгской семьи.

## Характеристика
Включает 26 языков. Языки данной группы хорошо изучены, хотя многие исчезли будучи не задокументированы и без их точной классификации. Носители языков живут и жили в штате Квинсленд. Внутренняя классификация является предметом дискуссий.
Подтверждённые языки группы (вымершие, имели диалекты)ː
- Bidyara
- Biri
- Warrungu
- Darumbal

Также есть языки предположительно входившие в группу (вымершие, Unclassified languages)ː Ngaro, Giya,  Ngaygungu (Dixon 2002), Bindal (Bowern 2011), Barna (Bowern 2011), Dhungaloo (Bowern), and Yirandhali (Dixon, Bowern).